# منصور دماس
منصور بن محمد دماس بن مذكور مباركي شاعر سعودي.

## سيرته
ولد عام 1373 هـجري،  الموافق 1953 ميلادي، في محافظة صامطة التابعة لمنطقة جازان جنوب المملكة العربية السعودية، تلقى دماس تعليمه الابتدائي والمتوسط والثانوي في مدارس صامطة، ثم التحق بعدها بكلية العلوم الشريعة في جامعة الإمام محمد بن سعود الإسلامية بالرياض وحصل منها على شهادة الليسانس في العلوم الشرعية عام 1394 هـ، عمل بعدها مدرسا فوكيلا فموجها في محافظة جدة التعليمية، ثم انتقل لمنطقة جازان ليعمل مديرا لثانوية الملك عبد العزيز بصامطةإلى التقاعدالنظامي في 15/7/1433هــ، شغل دماس عضوية نادي جازان الأدبي  سابقاً وهو عضو برابطة الأدب الإسلامي العالمية.

## دواوينه الشعرية
للشاعر منصور دماس ثمانية عشر ديوانا شعريا مطبوعاً وخمسة كتب أدبية وهي
- ديوان جرأة قلب.
- ديوان شعور مغترب.
- ديوان همسة مجد.
- ديوان الأمل الهامس.
- ديوان رجع.
- ديوان أمجاد أمة.
- ديوان مدى.
- ديوان بهو الأسى.
- ديوان حال.
- ديوان نفسي الفداء.
- ديوان لك الله.
- ديوان آهات عربية.
- ديوان نبض نوراني.
- ديوان ويح قلبي
- ديوان ما أروع الحب
- ديوان آهات حُسْن
- ديوان وقفات
- ديوان صدى تجارب
- يالإضافة إلى
  - وللوطن نبض بحوث ومقالات
  - العاصفة وصدق الانتماء .. قراءة مع بعض قصائده
  - وقدرة الله وتقديره آيات وجكايات
  - ومن أين نبدأ وكيف نبني؟؟
  - راح لغة ومعنى

## شهادات تقديرية نالها
نال دماس العديد من الشهادات التقديرية والجوائز الأدبية منها:
- شهادة تقديرية من فرع المرور بصامطة عام 1405 هـ.
- جائزة نادي جازان الأدبي عام 1412هــ
- شهادات تقديرية لاحيائه أمسيات شعرية في نادي جازان الأدبي.
- شهادة تقديرية عام 1423 هـ وعام 1424 هـ للمساهمته في إحياء الأسبوع الثقافي.
- شهادة تقديرية من إدارة التربية والتعليم بصبياء عام 1423 هـ.
- شهادة تقديرية من إدارة التربية والتعليم بجازان عام 1425 هـ.
- جائزة الأمير محمد بن ناصر بن عبد العزيز للتفوق الأدبي لعام 1427 هـ.
- تكريمين متتالين في عامين متتالييْن من قبيلته في معايدتهم لعيد الفطر المبارك .. تكريم للتقاعد وتكريم لإنتاجه الأدبي
- أشاد بشعره الأستاذ الشاعر سعد البواردي في صومعنه المنشورة في ثقافة الحزيرة والأستاذ عبد الحفيظ الشمري في زاويته مفارنه والشاعر الكبير محمد حسن فقي في يومياته في جريدة البلاد
- وأشاد بشعره الدكتور عبد الباسط بدر والدكتور غازي القصيبي والشاعر الكبير محمود عارف في رسائل يحتفظ بها